# غيفين بريمو
غيفين بريمو (مواليد 26 مارس 2000) هي لاعبة جودو إسرائيلية، فازت بالميدالية البرونزية في وزن 52 كج في بطولة العالم 2021.